# 스베틀라나 사비츠카야

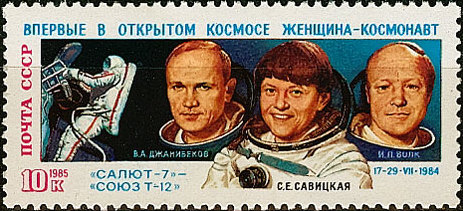
사비츠카야의 소유즈 T-12 탑승과 우주 유영을 기념하는 우표

스베틀라나 예브게니예브나 사비츠카야(러시아어: Светла́на Евге́ньевна Сави́цкая, 1948년 8월 8일 ~ )는 소련의 전직 우주비행사, 정치인이다. 1982년 소유즈 T-7호에 탑승하여 역사상 두 번째 여자 우주인이 되었다. 1984년에는 소유즈 T-12호 임무를 수행하여 역사상 최초로 우주에 두 번 간 여성이자 최초로 우주 유영을 한 여성이 되었다.